# Семенівська сільська рада (Обухівський район)
| Семенівська сільська рада — колишній орган місцевого самоврядування у Обухівському районі Київської області з адміністративним центром у с. Семенівка. Історична дата утворення: в 1925 році. Водоймища на території, підпорядкованій даній раді: річка Красна. Сільській раді підпорядковані населені пункти: - с. Семенівка - с. Кулі |

## Склад ради
Рада складається з 12 депутатів та голови.

### Керівний склад ради
| ПІБ                            | Основні відомості                                                         | Дата обрання | Дата звільнення |
| ------------------------------ | ------------------------------------------------------------------------- | ------------ | --------------- |
| Владовський Валерій Леонідович | Сільський голова, 1962 року народження, освіта, член народної партії      | 26.03.2006   | 31.10.2010      |
| Сторожик Генадій Анатолійович  | Сільський голова, 1971 року народження, освіта вища, член Партії регіонів | 31.10.2010   |                 |

Примітка: таблиця складена за даними джерела